# E5 (Maleisië)

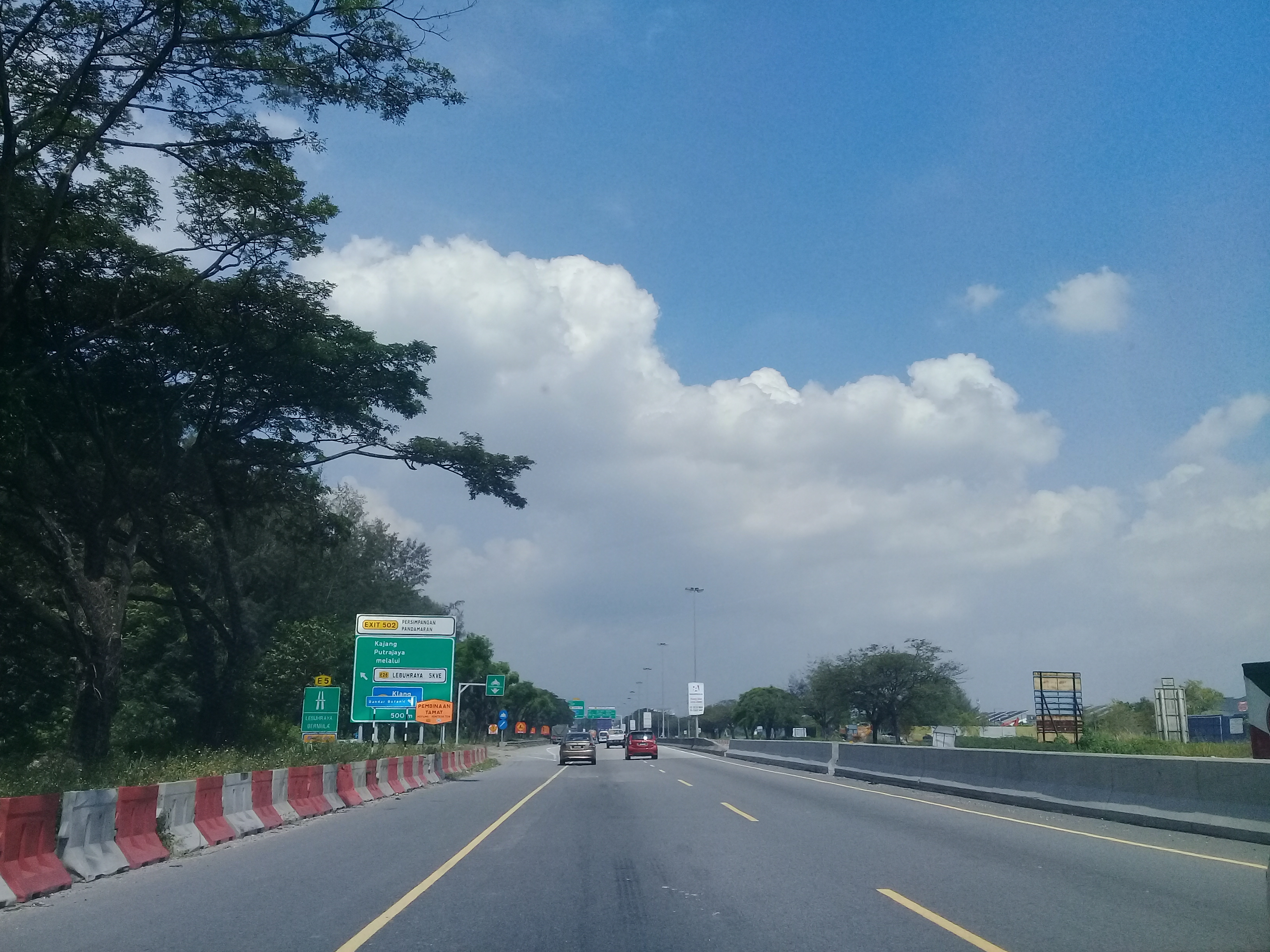
De E5

De E5 of Lebuhraya Shah Alam (Shah Alam Expressway) is een autosnelweg in Maleisië. De snelweg is 57,5 kilometer lang en verbindt Pandamaran met de voorsteden van Kuala Lumpur (Sri Petaling). De E5 werd aangelegd tussen 1994 en 1997.
E1 ·
E2 ·
E3 ·
E4 ·
E5 ·
E6 ·
E7 ·
E8 ·
E9 ·
E10 ·
E11 ·
E12 ·
E13 ·
E14 ·
E15 ·
E16 ·
E17 ·
E18 ·
E19 ·
E20 ·
E21 ·
E22 ·
E23 ·
E24 ·
E25 ·
E26 ·
E27 ·
E28 ·
E29 ·
E30 ·
E31 ·
E32 ·
E33 ·
E35 ·
E36 ·
E37 ·
E38 ·
E39 ·